# Tipula (Hesperotipula) contortrix
Tipula (Hesperotipula) contortrix is een tweevleugelige uit de familie langpootmuggen (Tipulidae). De soort komt voor in het Nearctisch gebied.